# CAサン・ロレンソ・デ・アルマグロ
クルブ・アトレティコ・サン・ロレンソ・デ・アルマグロ (スペイン語: Club Atlético San Lorenzo de Almagro) は、アルゼンチンの首都ブエノスアイレスのボエド地区を本拠地とするサッカークラブである。

## 概要
サン・ロレンソは、ボカ・ジュニアーズ、リーベル・プレート、インデペンディエンテ、ラシン・クラブと共にアルゼンチンサッカーの5大クラブ (los cinco grandes) に数えられ、通常、5大クラブ中5番目に位置づけられる。近年はほぼ毎年カップ戦の出場権を得るなど安定した成績を残しており、観客動員数はボカ、リーベルに続き3位である。全国区のクラブだが、サポーターは地元ボエド地区への愛が強く、優勝後は同地区にあるサン・フアン大通りとボエド大通りの交差点に集結する。他の全国区クラブのサポーターが、ブエノスアイレスの中心街にあるオベリスコに集まるのと対照的である。ライバルは、ボエドに隣接するパルケ・パトリシオス地区のウラカン。この対戦と他の5大クラブとの対戦がクラシコ（ダービーマッチ）として扱われる。
サッカー中心ではあるものの、他にフットサル、ラグビー、バスケットボール、バレーボール、ハンドボール、テニス、ローラーホッケー、フィールドホッケー、水泳、ボウリング、空手、テコンドー、フィギュアスケートを取り揃えた総合スポーツクラブである。
第266代ローマ教皇フランシスコが熱心なサポーターであった。

## 歴史

### 誕生

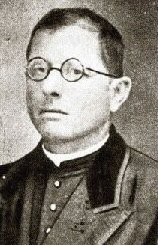
サレジオ会のロレンソ・マッサ神父

きっかけはアルマグロ地区の教会近くの通りでサッカーに興じていた少年たちのグループと一人の神父の出会いであった。ある日いつものようにサッカーをしていたグループの一人が車にひかれかけた。それを目撃した教会のロレンソ・マッサ神父が、毎週日曜日のミサに参加することを条件に少年たちに教会の敷地を提供した。これにより、少年たちは教会内という安全な場所で思う存分サッカーができるようになった。神父は同時に、読み書きなど生活する上で必要になることを少年たちに学ばせた。
こうして生まれた出会いと交流がやがて正式なクラブ設立に発展する。ほどなくロレンソ・マッサ神父同席のもとクラブの名称決定をテーマに最初の集会が開かれた。少年たちの大半はアルマグロ地区の出身で、彼らの間ではいつからか名乗っていたLos Forzosos de Almagro（アルマグロの猛者たちの意）をそのまま正式名称にすることで合意ができていたが、神父は暴力的な響きがあることから異議を唱えた。再考を余儀なくされた少年たちが様々な名前を出し合った結果、次に神父への感謝と敬意からその名を冠したSan Lorenzo（聖ロレンソの意）が選ばれた。ところが神父は恐れ多いこととしてこれにも難色を示した。しかし結局、殉教者の聖ロレンソ（ローマのラウレンティウス）及びサンロレンソの戦いに由来する名前とするならばよいとして同意が得られた。最後に少年たちのリーダー的存在であったフェデリコ・モンティが「アルマグロの」を意味するde Almagroを付け加えることを主張、一同これに異存なくクラブの正式名称が決まった。
1908年4月1日のこの日、San Lorenzo de Almagroは誕生した。

### 黎明期
クラブとしてスタートを切ったサン・ロレンソは、1911年資金不足からいったんその活動を停止してしまう。しかし1913年末には創設メンバーのフェデリコ・モンティらが資金を工面して再開させた。1914年には現在のアルゼンチンサッカー協会、Asociación del Fútbol Argentino (AFA) の源流であるAsociación Argentina de Football (AAF) の2部リーグに参加し優勝、1915年には早くも1部に登りつめた。翌年の1916年には最初のスタジアム、ガソメトロをボエド地区に所有する。以後サン・ロレンソはボエドのクラブとして発展していくこととなる。
まだアマチュアであった当時はクラブ数の急増による新規リーグの設立や、既存リーグを取り仕切る協会と参加クラブの対立による分裂もあり、複数の協会とそのリーグが並び立つことが多かった。そのような中サン・ロレンソは、1919年にリーベル・プレート、インデペンディエンテ、ラシン・クラブ、ベレス・サルスフィエルドらと共にAAFから分裂したAsociación Amateur de Football (AAmF) のリーグに参加、1923年に初優勝すると、翌1924年にも優勝し連覇を達成。続く1925年、1926年は2位に甘んじたが、1927年にはAAFとAAmFの再統合により成立したAsociación Amateur Argentina de Football (AAAF) のリーグで再び栄冠に輝いた。

### 発展期
1931年、主要なクラブがAAAFから離れLiga Argentina de Football (LAF) を組織、プロリーグを開始した。所属クラブの許可がなければ他クラブへ移籍できないという規定に縛られていた選手たちがその自由を求めて前年にストライキの実施を宣言したが、問題の解決策を巡って主要クラブとその他のクラブが対立したのが原因であった。残ったクラブはAsociación de Football Amateurs y Profesionales (AFAP) という名称でアマチュアリーグを継続した。
サン・ロレンソは現在共に5大クラブに数えられる4クラブや他の有力クラブと意見を同じくし、初年度からプロリーグに参入。1年目はボカ・ジュニアーズに振り切られて2位、続く2年目は5位に終わったものの、タイトルを獲得したリーベル・プレートらと終盤まで優勝争いを演じた。そして3年目となる1933年、最終節でボカを上回りプロ化後初優勝を飾る。残すところ3節の時点で迎えた直接対決で2-0の勝利を収めたサン・ロレンソは首位に立った。しかしその次の節でCAインデペンディエンテに敗れ勝ち点48のままとなり、ボカがラヌースに勝利して勝ち点49としたため再び順位が入れ替わった。最終節でボカが勝利した時点でサン・ロレンソの優勝はなくなるところであったが、ボカはリーベルと戦い1-3の敗北、一方サン・ロレンソは1-0でCAチャカリタ・ジュニアーズに勝利した。プロ初タイトルは最後に1ポイント逆転して獲得という劇的なものであった。
1935年にはLAFとAFAPが歩み寄り、Asociación del Football Argentino (AFA) という名で統合された。再スタートを切ったリーグでも幾度となく優勝争いに絡んだサン・ロレンソであったが、2度目の優勝は初優勝から13年後の1946年、AFAがその名称のFootballを現在のFútbolにスペイン語化する年まで待たなければならなかった。2位ボカに4ポイント差をつけての優勝であった。そして、この年にクラブは、スペインとポルトガルに渡り、欧州ツアーを行なっている。これはクラブの歴史の中でも最も輝かしい出来事の1つである。サン・ロレンソはレアル・マドリードと対戦し敗れたが、その後、FCバルセロナ、スペイン代表、ポルトガル代表との試合に勝利した。スペインの新聞は、「サン・ロレンソは世界最高のチームだ」と讃えた。そしてバルセロナはレネ・ポントーニにオファーを出したが、ポントーニはアルゼンチンを離れたくなかったので断った。（バルセロナは代りにリーベル・プレートのディ・ステファノにオファーを出した。）しかし、レイナルド・マルティノはヨーロッパに留まり、ユベントスと契約して、スターとなった。
3年後の1949年10月31日、ロレンソ・マッサ神父が天に召される。67歳の誕生日を11日後に控えた日であった。
3度目の優勝はまたしても13年後の1959年。前年度得点王のホセ・サンフィリッポを擁するサン・ロレンソは快進撃を見せ、2位ラシン・クラブに7ポイント差をつけての優勝と圧倒的強さであった。サンフィリッポはこの年も31ゴールを挙げ得点王に輝くと、翌年、翌々年も同タイトルを手にし、4年連続得点王の快挙を成し遂げた。サン・ロレンソはこの優勝により翌1960年に開始されたコパ・リベルタドーレス第1回大会への出場を果たしたが、準決勝でウルグアイのペニャロールに敗れ敗退した。
プロ化後36年間のリーグ優勝は5大クラブに独占された。サン・ロレンソもその一つとして存在感を示した。

### 黄金期
四つのタイトルを獲得し多くの記録を残した1968年から1974年にかけてがクラブの黄金期とされている。1967年から1985年までのリーグでは、最終年を除く各年度メトロポリターノとナシオナルという二つの大会が行われた。その大会方式はシーズンにより異なったが、サン・ロレンソはまずブエノスアイレス州とサンタフェ州の計22チームが参加した1968年のメトロポリターノを制した。この大会は最初に11チームずつに分かれてホーム・アンド・アウェー (H&A) のグループリーグを戦い、次に各グループ上位2チームが中立地で一発勝負の決勝トーナメントを戦うという二部構成であった。またグループリーグでは、各チームが別のグループに所属するそれぞれのライバルチーム（サン・ロレンソの場合はウラカン）ともH&Aで戦い、その結果も各グループの順位に反映されるという変則的なものであった。グループAに入ったサン・ロレンソは22試合を14勝8分0敗で終え1位通過を果たすと、続く決勝トーナメントでは準決勝でグループB2位のリーベル・プレートと戦い3-1で勝利、決勝でもA2位通過でB1位通過のベレス・サルスフィエルドを破って勝ち上がってきたエストゥディアンテスと戦い2-1で退けた。これはプロ化後のアルゼンチンリーグ史上初の無敗優勝であった。
1972年にはこちらもリーグ史上初となる同一年度の2大会制覇を成し遂げた。ブエノスアイレス州とサンタフェ州の計18チーム参加によるH&Aのリーグ戦メトロポリターノを制したサン・ロレンソは、全国の26チームで争われたナシオナルでも優勝。前述のメトロポリターノ1968とほぼ同様の大会方式で行われたこの大会では、グループAの13試合を10勝3分0敗で勝ち点23とし1位通過、グループB1位通過のボカ・ジュニアーズの勝ち点22を上回り即決勝進出を決めると、A2位でボカと準決勝を戦い勝ち上がってきたリーベルを1-0で破り、リーグ記録となっている最多2度目の無敗優勝を達成した。
1974年にも全国から36チーム参加、グループリーグを経て決勝ラウンドという流れで行われたナシオナルを制した。

### 低迷期
黄金期の後には低迷期が待っていた。1975年からの数年は順位も二桁になることが多く結果を出せなくなっていたが、これはクラブの資金繰りが急速に悪化していたのが原因であった。サン・ロレンソは借金に借金を重ねて何とか持ちこたえている状態で、給料未払いとなっていた元所属選手たちから次々に裁判を起こされる事態にまでなっていた。そして1979年12月、いよいよ限界に達したクラブは資産の売却を迫られた。1916年から60年以上に渡って所有していたスタジアムとその土地を失った。
1980年のシーズンからは他クラブのスタジアムを借りて転々とホームゲームを行わざるを得なくなった。当然思うような成績が残せなくなり、この年は降格ラインぎりぎりのところで1部に踏みとどまったものの、翌年の1981年にはすでにピークを過ぎた選手たちで構成されたチームで戦いついに2部へ降格した。18チーム参加で17位以下が降格というメトロポリターノで、サン・ロレンソは勝ち点28の16位で最終節を迎えた。相手は勝ち点27で17位のアルヘンティノスであった。フェロ・カリル・オエステのスタジアムで行われたホームゲームは引き分け以上で残留が決まる試合であったが、サン・ロレンソは前半に訪れたペナルティキックのチャンスを逃したばかりかアルヘンティノスに1ゴール許し、後半の反撃も実らずそのまま0-1で敗れた。サン・ロレンソは5大クラブ初の2部降格という屈辱を味わった。

### 復興期
1982年、前年度に降格が決定したサン・ロレンソは2部のプリメーラBを戦った。そこではスタートダッシュに成功し2節を残して優勝、1年で1部復帰を果たした。この年のサン・ロレンソではサポーターの後押しにも注目が集まった。舞台が2部であり試合数も全42試合と1部のそれより10試合以上少なかったにもかかわらず、チケット販売枚数で2位のボカ・ジュニアーズに20万枚以上の差をつけて唯一の100万枚越えを記録した。ハイライトは6節のティグレ戦。リーベル・プレートのスタジアムで行われたこの試合のチケットは7万4千48枚も売れ、7万5千人近くの観客を集めた。この時の入場者数は、1978年に同国で開催されたワールドカップの決勝アルゼンチン代表対オランダ代表の数字に次ぐもので、リーグの1試合当たり観客動員数では1部・2部を問わず記録になっている。
1983年、すぐさま1部に復帰したサン・ロレンソはその年のメトロポリターノで優勝したCAインデペンディエンテから1ポイント差の2位につけ、その後も時おり優勝争いに顔を出しながら着実に歩みを進めていった。1993年には失っていたホームスタジアムをボエド地区の旧スタジアムからそう遠くないところに再び所有した。
そして1995年、21年ぶりに1部で優勝する。1990年に始まったアペルトゥーラ（前期）・クラウスーラ（後期）の短期リーグで、当年のクラウスーラを制した。バンビーノことエクトル・ベイラに率いられたサン・ロレンソは、オスカル・ルジェリ、パウロ・シーラスらを擁し、ヒムナシア・ラ・プラタとタイトル争いを繰り広げながら最終節に突入、勝ち点29で首位のヒムナシアはホームにインデペンディエンテを迎え、勝ち点28で2位のサン・ロレンソはアウェーでロサリオ・セントラルとの対戦であった。同時刻に始まった試合は、ヒムナシアが前半の1失点を挽回できずに0-1で敗れたのに対し、サン・ロレンソは後半コーナーキックから値千金のゴールを奪い1-0で勝利した。ロサリオに駆けつけた3万人にも及ぶサン・ロレンソのサポーターは、久しぶりの栄冠を前に抑えが利かなくなり後半44分にピッチへ乱入、その時点で試合が打ち切られる事態になりながらの優勝であった。

### 新世紀
21世紀最初の大会クラウスーラ2001を制したのは、ファブリシオ・コロッチーニ、ギジェルモ・フランコ、レアンドロ・ロマニョーリ、ベルナルド・ロメオらを擁するサン・ロレンソであった。しかしそのスタートは波乱に満ちていた。開幕前、チームに内紛が勃発し監督のオスカル・ルジェリがその職を投げ出してしまったのである。サン・ロレンソは最初の2節を代理監督のもと1勝1分で凌ぎ、3節から正式な後任にマヌエル・ペレグリーニを迎えて問題の収束を図った。チリ人監督に率いられたチームは初采配となったラシン・クラブ戦を落としたが、その後は8節でリーベル・プレートに敗れるまで3勝1分、9節以降は最終節まで全勝という快進撃を見せた。サン・ロレンソは15勝2分2敗で勝ち点47を獲得、最終2節をいずれも落とした2位リーベルに6ポイントの大差をつけてタイトルを手にした。この時の優勝も記録付きであった。勝利数及び勝ち点は短期リーグで最多。また9節からの連勝は翌期のアペルトゥーラ2001第3節バンフィエルド戦で引き分けるまで続き最終的に13連勝、リーグでの最多連勝記録となっている。
同年にはクラブにとって初の国際タイトルとなるコパ・メルコスールも獲得。フラメンゴとの決勝第1戦はアウェーで0-0の引き分け、第2戦のホーム試合は同国経済が崩壊状態にあったことを受けて翌2002年1月に持ち越されたが、こちらも90分では1-1と決着がつかずPK戦にもつれ込んだ。サン・ロレンソは一人目のアルベルト・アコスタに続き二人目まで失敗したものの、ゴールキーパーのセバスティアン・サハが好セーブを連発、4-3で制しての優勝であった。

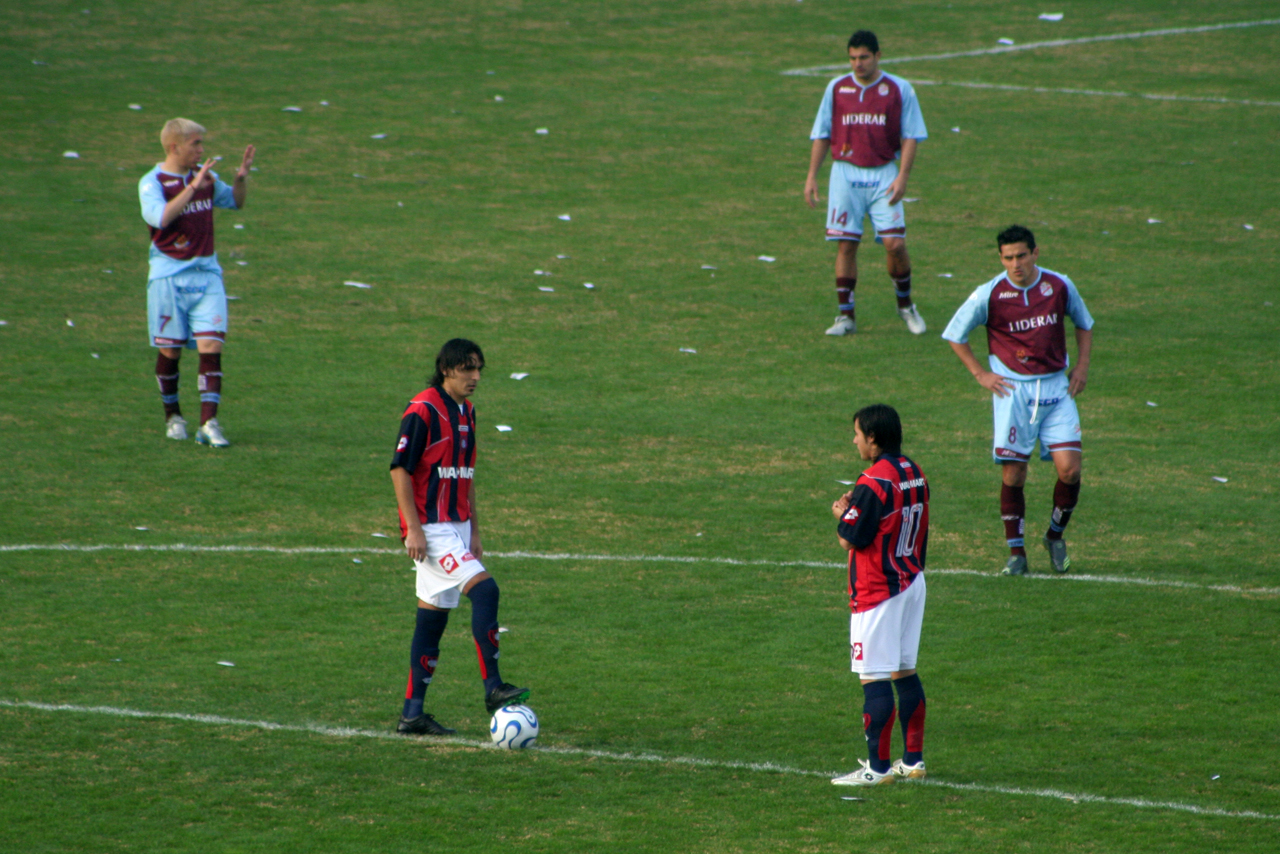
クラウスーラ2007第18節優勝決定試合

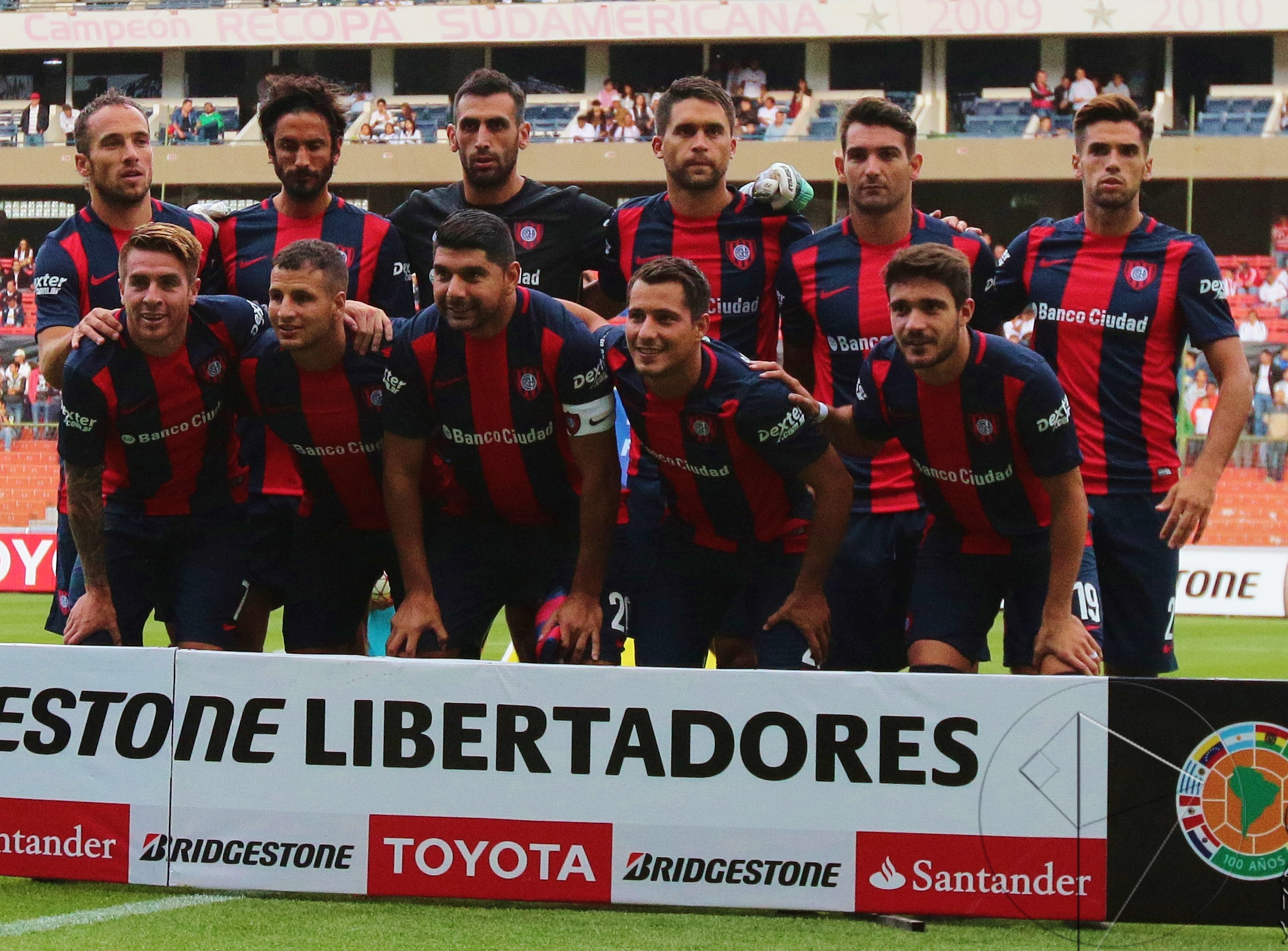

2002年、ペレグリーニはクラブに2つのタイトルを残してリーベルに去った。後任監督にルベン・インスアを迎えたサン・ロレンソでは、下部組織上がりのゴンサロ・ロドリゲス、パブロ・サバレタらが成長していた。そしてコパ・スダメリカーナ第1回大会を制覇する。コパ・メルコスールの後継大会であり、コパ・メルコノルテとの統合により規模が拡大されたものであったが、決勝ではコロンビアのアトレティコ・ナシオナルと対戦し第1戦のアウェーは4-0で圧勝、第2戦ホームでの試合は0-0で引き分け、2年連続で国際タイトルを獲得した。
2007年、母国ではそれまでリーベル一筋であったラモン・ディアスを新監督に招聘。毎夏5大クラブ間で争われるプレシーズンマッチでは1勝も上げられなかったが、公式戦のクラウスーラではアグスティン・オリオン、ホナタン・ボティネッリ、ガストン・フェルナンデス、エセキエル・ラベッシらの活躍により、1節を残して優勝を決めた。最終節にも勝利したサン・ロレンソは勝ち点45、2位のボカ・ジュニアーズは39であった。

### 百周年
2008年4月1日、クラブは100歳の誕生日を迎えた。数千人のサポーターが前日の夜からボエド地区の旧スタジアムがあった場所に集まり、0時になるとともにその日を祝った。現在のスタジアムで予定されていた当日の記念イベントは豪雨により順延となったものの、翌2日には無事に行われた。100周年後初の試合はその次の日の3日、コパ・リベルタドーレスのグループリーグでアウェーでのクルゼイロ戦であったが、サン・ロレンソは1-3で敗れた。その後グループ2位通過で決勝トーナメントに進み準々決勝まで勝ち上がったが、優勝したリーガ・デ・キトと当たりホーム、アウェーともにスコアは1-1、PK戦に突入し3-5で敗退した。記念すべき年に際しアンドレス・ダレッサンドロやディエゴ・プラセンテなど名のある選手を補強したが、5大クラブで唯一持っていないこのタイトルを獲得することはできなかった。
一方リーグでは、リベルタドーレスと並行して行われたクラウスーラで4位。主力選手と確執があった監督のラモン・ディアスは17節アウェーでのオリンポ戦に敗れて優勝の可能性がほぼなくなったのを機にチームを去り、ダレッサンドロやプラセンテも半年所属したのみでシーズン終了後に移籍した。続くアペルトゥーラでは、前年ボカを率いてリベルタドーレス制覇を成し遂げたミゲル・アンヘル・ルッソを新監督に迎えた。ホームで行われた1節のティグレ戦を0-1で落とし、またその直前に開幕したコパ・スダメリカーナでもアルヘンティノスに敗れて初戦敗退となったサン・ロレンソであったが、2節からは結果を出し5節から10節にかけては連勝。その時点で2位のティグレに勝ち点5差をつけて首位に立っていた。その後失速したため勝ち点39を獲得するに留まったが、1位で全19節を終了。しかし同勝ち点にティグレとボカの2チームが並んでいたため、得失点差等が考慮されないリーグ規定により3チームで優勝決定戦に突入した。第1戦のティグレ対サン・ロレンソはベレス・サルスフィエルドのスタジアムで行われサン・ロレンソが2-1で勝利。第2戦のサン・ロレンソ対ボカはラシン・クラブのスタジアムで行われボカが3-1で勝利。第3戦のボカ対ティグレもラシンのスタジアムで行われティグレが1-0で勝利。この結果、3チームがまたしても同勝ち点で並んだが、ここでは得失点差が考慮されるためボカに優勝を譲った。
100周年の年は無冠に終わったが、翌2009年のリベルタドーレス出場権を獲得している。

### 近年
2013-14シーズンはプリメーラ・ディビシオンの前期リーグで優勝した。リベルタドーレス2014では決勝へ進出し、決勝でナシオナルを2戦合計2-1で下し、クラブ史上初の南米クラブ王者となった。その結果、モロッコで行われるFIFAクラブワールドカップ2014出場を決め、この大会で準優勝した。

## 愛称
アルゼンチンにおいて、サン・ロレンソは世界で最も愛称が多いクラブとされている。

### エル・シクロン
El Ciclónはサイクロンの意。プロ化後まもなくのリーグで圧倒的な攻撃力を持って勝利を重ねるサン・ロレンソを見たジャーナリストのウーゴ・マリーニが命名した。サン・ロレンソのライバルがウラカン（ハリケーンの意）なのを意識したものであるが、このネーミングは他の記者たちにも共感され瞬く間に広まった。それから現在に至るまで、クラブの愛称として最も一般的なものになっている。

### アスルグラーナ
Azulgranaは青えんじの意。クラブのカラーで主要な愛称の一つ。「アスル・イ・ロホ」（Azul y Rojo、青と赤の意）という場合もあるが、愛称としては専らアスルグラーナが用いられる。青は「理想」、赤は「戦い」を表している。これは初代のユニフォームが使いものにならなくなった時にロレンソ・マッサ神父が用意したユニフォームの色で、神父によると「マリア像が召しているマントの色」ということであった。しかし後にある選手が見に行ったところ、実際のマントの色は表地が空色で裏地がバラ色、「神父はよほど創造力が豊かな人か、口がうまい人だった」という話が残されている。

### ロス・クエルボス
Los Cuervosはカラスたちの意。神父が着用する黒服から想起された。チームを指すこともあるが、たいていの場合はサポーターを指す。一般的に使用される。

### ロス・マタドーレス
Los Matadoresはマタドールたちの意。1968年のメトロポリターノでアルゼンチンリーグ初の無敗優勝を成し遂げたチームに付けられた愛称である。その後クラブの愛称として定着し、現在でも多用されている。

### ロス・サントス
Los Santosは聖人たちの意。クラブ名のサン・ロレンソ（聖ロレンソの意）から付けられた。上記の愛称より使用頻度は落ちる。

### ロス・ガウチョス・デ・ボエド
Los Gauchos de Boedoはボエドのガウチョたちの意。プロ化を契機に有力なクラブは全国から優秀な選手を集めるようになったが、サン・ロレンソはサンタフェ州からアルベルト・チビディーニ、ガブリエル・マガン、ヘナーロ・カンテッリの3選手を獲得した。この時に彼らの出身地から付けられた愛称である。ロス・サントス同様、使用頻度は落ちる。

### ロス・カーラスシアス
Los Carasuciasは小僧たちの意。1963年にナルシソ・ドバル、フェルナンド・アレアン、エクトル・ベイラ、ビクトリオ・カーサ、ロベルト・テルチといった5人の下部組織の選手たちが若くしてトップに昇格し、それぞれ活躍した。ロス・カーラスシアスはこの時のチーム、もっと限定すればこの5人衆に付けられた愛称で、現在のチームに対して使うことはまれである。

### ロス・カンボジャーノス
Los Camboyanosはカンボジア人たちの意。70年代末からクラブは経営危機に陥り、当時の選手たちは水のシャワーしか浴びることができないなど過酷な環境下にあった。これは1986年に所属していたウルグアイ人選手ルイス・マルバレスが、「俺たちは孤立無援でカンボジア人みたいだ」と言ったことから付いた愛称であるが、使用はこの時期のみでクラブの愛称にまで昇華することはなかった。

## ユニフォーム

### カラー
青（もしくは紺）と赤（もしくはえんじ）。青色は理想を赤色は戦いを象徴している。ファーストユニフォームは一部の例外を除き代々縦じまである。これは2代目ユニフォームからの色で、最初の数年間に使用されたユニフォームは襟と袖口のみ白のワインレッドを主体としたものであった。セカンドユニフォームは白を基調とする場合が多い。

### モデル
フィールドプレーヤー用は通常ファーストとセカンドのみであるが、近年になってサードが時おり設定される。ゴールキーパー用も数種類用意されているが、ゴールキーパーがフィールドプレーヤー用のユニフォームを着用することがある。その場合は、当然ながらフィールドプレーヤーが着用するモデルとは別モデルである。

### 現行スポンサーとサプライヤー
2010年9月6日現在
- 胸 : WAL-MART
- 背 : WAL-MART
- 袖 : なし
- パンツ : なし
- サプライヤー : lotto

### 過去のスポンサー
- 1982 : MU-MU
- 1983 : なし
- 1984-1987 : Zanella
- 1988-1992 : ASTORI
- 1993-1994 : MEDICORP / ASTORI
- 1995-2000 : CableVisión
- 2000-2001 : NOBLEX
- 2001-2004 : CableVisión
- 2005 : lotto
- 2005 : www.sanlorenzo.com.ar
- 2005 : San Lorenzo Boedo Argentina
- 2005-2006 : RCA
- 2007-現在 : WAL-MART / ASTORI (2007年のパンツのみ)

### 過去のサプライヤー
- 1980-1988 : adidas
- 1988-1989 : Cuervito
- 1989-1991 : uhlsport
- 1991-1993 : TOPPER
- 1994-1995 : PENALTY
- 1996-1997 : UMBRO
- 1998 : new balance
- 1999 : luanvi
- 1999-2000 : Mebal
- 2000-2003 : signia
- 2004-現在 : lotto

## スタジアム

### 旧スタジアム
最初のスタジアムガソメトロ（Gasómetro、ガスタンクの意）は、1916年にボエド地区に建設された。このスタジアムは7万5千人以上収容し、アルゼンチン代表の試合やコンサートなど各種イベントにも使用されていたが、1979年経営難にあったクラブはついに敷地を手放さざるを得なくなった。スタジアムは1982年に取り壊され、現在はフランス系スーパーマーケットのカルフールが建っている。店舗名は「カルフール・サン・ロレンソ」である。
最初の試合は1916年5月7日リーグでのエストゥディアンテス戦でホームのサン・ロレンソが2-1で勝利。最後の試合は1979年12月2日同じくリーグでのボカ・ジュニアーズ戦でスコアレスドローであった。

### 新スタジアム

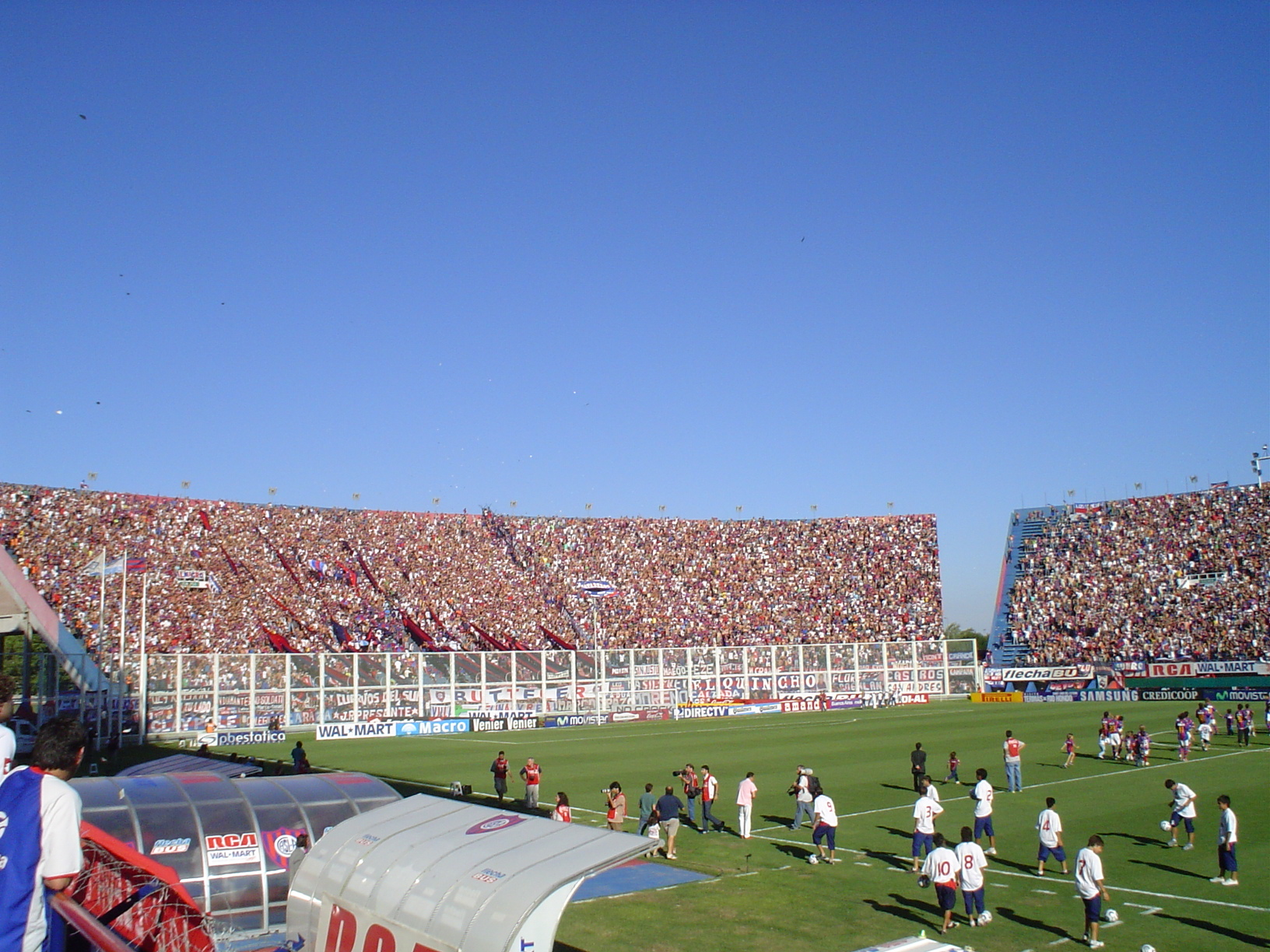
ペドロ・ビデガイン（ヌエボ・ガソメトロ）

ガソメトロを失ってから14年以上もクラブ所有のスタジアムがない状況が続き、他クラブのスタジアムを借りて試合を行っていたが、1993年に近郊のバホ・フロレス地区に5代目会長の名を冠したエスタディオ・ペドロ・ビデガイン、通称ヌエボ・ガソメトロ（Nuevo Gasómetro、新ガスタンクの意）を新設した。これ以後、かつてのガソメトロはビエホ・ガソメトロ（Viejo Gasómetro、旧ガスタンクの意）と呼ばれることとなる。
ヌエボ・ガソメトロは約4万3千人収容とビエホ・ガソメトロより小さい。またブエノスアイレス有数のスラム街に面していることからサポーターの評判は悪い。何よりボエド地区が地元であるという意識が強いため、新スタジアムは旧スタジアムがあった場所から徒歩で20分ほどの距離にあるものの、「ボエドに戻ろう」という運動が続けられている。
こけら落としは1993年12月16日、チリからウニベルシダ・カトリカを迎えて行われた親善試合で、サン・ロレンソが2-1で勝利している。
2019年、4万2千人収容の新しいスタジアムの建設を発表。7月1日に工事が始まり、新スタジアムは「パパ・フランシスコ」の名前が付けられる。

## タイトル

### 国内タイトル
- プリメーラ・ディビシオン : 15回
  - アマチュアリーグ時代 (1900-1931) : 3回 (AAmF=アソシアシオン・アマテウル・デ・フットボル)
    - 1923AAmF, 1924AAmF, 1927

  - プロリーグ時代 (1932-) : 12回 (LAF=リーガ・アルヘンティーナ・デ・フットボル, CH=コパ・デ・オノール, M=メトロポリターノ, N=ナシオナル, C=クラウスーラ, I=イニシアル)
    - 1933LAF, 1936CH, 1946, 1959, 1968M, 1972M, 1972N, 1974N, 1994-95C, 2000-01C, 2006-07C, 2013-14I
- プリメーラB・ナシオナル : 2回
  - アマチュアリーグ時代 : 1回 (AAF=アソシアシオン・アルヘンティーナ・デ・フットボル)
    - 1914AAF

  - プロリーグ時代 : 1回
    - 1982
- スーペルコパ・アルヘンティーナ : 1回
  - 2015

### 国際タイトル
- コパ・メルコスール : 1回
  - 2001
- コパ・スダメリカーナ : 1回
  - 2002
- コパ・リベルタドーレス : 1回
  - 2014

## 過去の成績

### 国内リーグ戦
| シーズン | 大会             | 順位     | 勝点 | 勝敗等                       | 備考                                                  |
| -------- | ---------------- | -------- | ---- | ---------------------------- | ----------------------------------------------------- |
| 1914     | AAFセグンダ      | 優勝     | -    | -                            | 参加1年目で1部リーグに昇格。                          |
| 1915     | プリメーラ       | 13位     | 23   | 10勝3分11敗（38得点46失点）  |                                                       |
| 1916     | プリメーラ       | 7位      | 23   | 9勝5分7敗（16得点25失点）    |                                                       |
| 1917     | プリメーラ       | 12位     | 18   | 6勝6分8敗（29得点27失点）    |                                                       |
| 1918     | プリメーラ       | 13位     | 17   | 6勝5分8敗（20得点23失点）    |                                                       |
| 1919     | AAmFプリメーラ   | 6位      | 13   | 5勝3分5敗（22得点20失点）    |                                                       |
| 1920     | AAmFプリメーラ   | 3位      | 46   | 17勝12分5敗（58得点30失点）  |                                                       |
| 1921     | AAmFプリメーラ   | 6位      | 47   | 20勝7分11敗（47得点25失点）  |                                                       |
| 1922     | AAmFプリメーラ   | 3位      | 60   | 24勝12分4敗（65得点25失点）  |                                                       |
| 1923     | AAmFプリメーラ   | 優勝     | 35   | 17勝1分2敗（34得点13失点）   |                                                       |
| 1924     | AAmFプリメーラ   | 優勝     | 39   | 18勝3分2敗（48得点15失点）   |                                                       |
| 1925     | AAmFプリメーラ   | 2位      | 36   | 14勝8分2敗（41得点20失点）   |                                                       |
| 1926     | AAmFプリメーラ   | 2位      | 45   | 21勝3分1敗（71得点21失点）   |                                                       |
| 1927     | プリメーラ       | 優勝     | 57   | 26勝5分2敗（86得点26失点）   |                                                       |
| 1928     | プリメーラ       | 6位      | 47   | 21勝5分9敗（63得点38失点）   |                                                       |
| 1929     | プリメーラ       | 4位      | -    | 偶数グループ2位（勝点27）    | 3位・4位決定戦対リーベル・プレート没収試合により4位。 |
| 1930     | プリメーラ       | 4位      | 51   | 23勝5分7敗（96得点43失点）   |                                                       |
| 1931     | LAFプリメーラ    | 2位      | 45   | 19勝7分8敗（81得点52失点）   | この年よりプロリーグへ移行。                          |
| 1932     | LAFプリメーラ    | 5位      | 45   | 17勝11分6敗（83得点44失点）  |                                                       |
| 1933     | LAFプリメーラ    | 優勝     | 50   | 22勝6分6敗（81得点48失点）   |                                                       |
| 1934     | LAFプリメーラ    | 3位      | 51   | 22勝7分10敗（84得点63失点）  |                                                       |
| 1935     | プリメーラ       | 3位      | 49   | 23勝3分8敗（92得点45失点）   |                                                       |
| 1936     | プリメーラ       | 2位      | 24   | 11勝2分4敗（41得点24失点）   |                                                       |
| 1937     | プリメーラ       | 6位      | 39   | 15勝9分10敗（70得点62失点）  |                                                       |
| 1938     | プリメーラ       | 3位      | 43   | 18勝7分7敗（87得点67失点）   |                                                       |
| 1939     | プリメーラ       | 5位      | 42   | 19勝4分11敗（85得点55失点）  |                                                       |
| 1940     | プリメーラ       | 9位      | 30   | 11勝8分15敗（62得点65失点）  |                                                       |
| 1941     | プリメーラ       | 2位      | 40   | 17勝6分7敗（67得点46失点）   |                                                       |
| 1942     | プリメーラ       | 2位      | 40   | 16勝8分6敗（70得点50失点）   |                                                       |
| 1943     | プリメーラ       | 3位      | 35   | 14勝7分9敗（72得点53失点）   |                                                       |
| 1944     | プリメーラ       | 4位      | 34   | 12勝10分8敗（61得点49失点）  |                                                       |
| 1945     | プリメーラ       | 4位      | 38   | 15勝8分7敗（67得点45失点）   |                                                       |
| 1946     | プリメーラ       | 優勝     | 46   | 20勝6分4敗（90得点37失点）   |                                                       |
| 1947     | プリメーラ       | 5位      | 37   | 13勝11分6敗（71得点43失点）  |                                                       |
| 1948     | プリメーラ       | 6位      | 32   | 12勝8分10敗（55得点54失点）  |                                                       |
| 1949     | プリメーラ       | 4位      | 42   | 17勝8分9敗（72得点62失点）   |                                                       |
| 1950     | プリメーラ       | 5位      | 37   | 15勝7分12敗（77得点60失点）  |                                                       |
| 1951     | プリメーラ       | 7位      | 35   | 13勝9分10敗（46得点41失点）  |                                                       |
| 1952     | プリメーラ       | 8位      | 32   | 13勝6分11敗（45得点47失点）  |                                                       |
| 1953     | プリメーラ       | 5位      | 34   | 15勝4分11敗（55得点36失点）  |                                                       |
| 1954     | プリメーラ       | 7位      | 31   | 12勝7分11敗（58得点48失点）  |                                                       |
| 1955     | プリメーラ       | 8位      | 28   | 8勝12分10敗（41得点43失点）  |                                                       |
| 1956     | プリメーラ       | 8位      | 29   | 11勝7分12敗（41得点45失点）  |                                                       |
| 1957     | プリメーラ       | 2位      | 38   | 15勝8分7敗（66得点42失点）   |                                                       |
| 1958     | プリメーラ       | 3位      | 38   | 16勝6分8敗（66得点47失点）   |                                                       |
| 1959     | プリメーラ       | 優勝     | 45   | 21勝3分6敗（75得点42失点）   |                                                       |
| 1960     | プリメーラ       | 6位      | 36   | 14勝8分8敗（71得点45失点）   |                                                       |
| 1961     | プリメーラ       | 2位      | 40   | 16勝8分6敗（56得点35失点）   |                                                       |
| 1962     | プリメーラ       | 11位     | 22   | 7勝8分13敗（39得点51失点）   |                                                       |
| 1963     | プリメーラ       | 8位      | 25   | 9勝7分10敗（37得点46失点）   |                                                       |
| 1964     | プリメーラ       | 4位      | 36   | 12勝12分6敗（46得点31失点）  |                                                       |
| 1965     | プリメーラ       | 8位      | 34   | 12勝10分12敗（41得点35失点） |                                                       |
| 1966     | プリメーラ       | 4位      | 46   | 17勝12分9敗（48得点34失点）  |                                                       |
| 1967     | メトロポリターノ | （8位）  | -    | グループB4位（勝点25）       |                                                       |
| 1967     | ナシオナル       | 6位      | 18   | 7勝4分4敗（32得点15失点）    |                                                       |
| 1968     | メトロポリターノ | 優勝     | -    | グループA1位通過（勝点36)    | 決勝対エストゥディアンテス2-1、同国初の無敗優勝。     |
| 1968     | ナシオナル       | 7位      | 18   | 6勝6分3敗（24得点20失点）    |                                                       |
| 1969     | メトロポリターノ | （9位）  | -    | グループA5位（勝点23）       |                                                       |
| 1969     | ナシオナル       | 3位      | 27   | 12勝3分2敗（41得点18失点）   |                                                       |
| 1970     | メトロポリターノ | 3位      | 25   | 7勝11分2敗（36得点20失点）   |                                                       |
| 1970     | ナシオナル       | （7位）  | -    | グループA4位（勝点24）       |                                                       |
| 1971     | メトロポリターノ | 5位      | 44   | 18勝8分10敗（75得点52失点）  |                                                       |
| 1971     | ナシオナル       | 2位      | -    | グループB2位通過（勝点20）   | 決勝対ロサリオ・セントラル1-2                         |
| 1972     | メトロポリターノ | 優勝     | 49   | 18勝13分3敗（59得点33失点）  | 同国初の同一シーズン両タイトル獲得。                  |
| 1972     | ナシオナル       | 優勝     | -    | グループA1位通過（勝点23）   | 決勝対リーベル・プレート1-0、2度目の無敗優勝。        |
| 1973     | メトロポリターノ | 3位      | 40   | 15勝10分7敗（52得点37失点）  |                                                       |
| 1973     | ナシオナル       | 4位      | -    | グループA1位通過（勝点22）   | 決勝ラウンド4チーム中4位（勝点2）                     |
| 1974     | メトロポリターノ | （13位） | -    | グループB6位（勝点14）       |                                                       |
| 1974     | ナシオナル       | 優勝     | -    | グループC1位通過（勝点27）   | 決勝ラウンド8チーム中1位（勝点11）                    |
| 1975     | メトロポリターノ | 11位     | 34   | 11勝12分15敗（56得点63失点） |                                                       |
| 1975     | ナシオナル       | 3位      | -    | グループB2位通過（勝点22)    | 決勝ラウンド8チーム中3位（勝点9）                     |
| 1976     | メトロポリターノ | 12位     | -    | グループB4位通過（勝点25）   | 決勝ラウンド12チーム中12位（勝点6）                   |
| 1976     | ナシオナル       | （25位） | -    | グループD8位（勝点14）       |                                                       |
| 1977     | メトロポリターノ | 14位     | 41   | 14勝13分17敗（46得点56失点） |                                                       |
| 1977     | ナシオナル       | （8位）  | -    | グループA2位（勝点17）       |                                                       |
| 1978     | メトロポリターノ | 4位      | 47   | 17勝13分10敗（47得点41失点） |                                                       |
| 1978     | ナシオナル       | （28位） | -    | グループD8位（勝点10）       |                                                       |
| 1979     | メトロポリターノ | （13位） | -    | グループB7位（勝点17）       |                                                       |
| 1979     | ナシオナル       | （13位） | -    | グループD4位（勝点16）       |                                                       |
| 1980     | メトロポリターノ | 16位     | 33   | 9勝15分12敗（39得点43失点）  |                                                       |
| 1980     | ナシオナル       | （15位） | -    | グループD4位（勝点14）       |                                                       |
| 1981     | メトロポリターノ | 17位     | 28   | 9勝10分15敗（31得点48失点）  | 2部リーグへ降格。                                     |
| 1981     | ナシオナル       | （16位） | -    | グループD4位（勝点14）       |                                                       |
| 1982     | プリメーラB      | 優勝     | 57   | 23勝11分8敗（56得点27失点）  | 1年で1部リーグに復帰。                                |
| 1983     | ナシオナル       | （17位） | -    | グループC1位通過（勝点11）   | ステージ2グループC3チーム中3位（勝点6）               |
| 1983     | メトロポリターノ | 2位      | 47   | 20勝7分9敗（69得点43失点）   | 前年よりナシオナルと開催時期が入れ替わる。            |
| 1984     | ナシオナル       | 4位      | -    | グループB1位通過（勝点9）    | 準決勝対リーベル・プレート1-2/1-2                     |
| 1984     | メトロポリターノ | 8位      | 37   | 11勝15分10敗（47得点46失点） |                                                       |
| 1985     | ナシオナル       | （16位） | -    | グループE2位通過（勝点7）    | ステージ4敗者グループ対チャカリタ0-2                  |
| 1985     | メトロポリターノ | -        | -    | -                            | 開催なし。                                            |
| 1985/86  | プリメーラ       | 7位      | 40   | 14勝12分10敗（43得点33失点） |                                                       |
| 1986/87  | プリメーラ       | 7位      | 44   | 15勝14分9敗（45得点38失点）  |                                                       |
| 1987/88  | プリメーラ       | 2位      | 49   | 16勝17分5敗（49得点28失点）  |                                                       |
| 1988/89  | プリメーラ       | 5位      | 66   | 16勝10分12敗（58得点44失点） | 90分勝ち3点、PK勝ち2点、PK負け1点を適用。             |
| 1989/90  | プリメーラ       | 15位     | 35   | 10勝15分13敗（44得点50失点） |                                                       |
| 1990/91  | アペルトゥーラ   | 11位     | 18   | 4勝10分5敗（15得点18失点）   | 18節のボカ・ジュニアーズ戦で両チーム敗戦処分。        |
| 1990/91  | クラウスーラ     | 2位      | 27   | 11勝5分3敗（29得点18失点）   |                                                       |
| 1991/92  | アペルトゥーラ   | 3位      | 22   | 4勝14分1敗（20得点14失点）   |                                                       |
| 1991/92  | クラウスーラ     | 19位     | 12   | 3勝6分10敗（11得点25失点）   |                                                       |
| 1992/93  | アペルトゥーラ   | 3位      | 23   | 9勝5分5敗（28得点19失点）    |                                                       |
| 1992/93  | クラウスーラ     | 4位      | 22   | 8勝6分5敗（27得点19失点）    |                                                       |
| 1993/94  | アペルトゥーラ   | 8位      | 21   | 8勝5分6敗（23得点20失点）    |                                                       |
| 1993/94  | クラウスーラ     | 4位      | 23   | 8勝7分4敗（22得点15失点）    |                                                       |
| 1994/95  | アペルトゥーラ   | 2位      | 26   | 9勝8分2敗（30得点21失点）    |                                                       |
| 1994/95  | クラウスーラ     | 優勝     | 30   | 14勝2分3敗（31得点12失点）   |                                                       |
| 1995/96  | アペルトゥーラ   | 5位      | 32   | 9勝5分5敗（35得点24失点）    | この大会以降1勝により得られる勝ち点が3に。            |
| 1995/96  | クラウスーラ     | 19位     | 16   | 4勝4分11敗（15得点29失点）   |                                                       |
| 1996/97  | アペルトゥーラ   | 7位      | 27   | 8勝3分8敗（24得点24失点）    |                                                       |
| 1996/97  | クラウスーラ     | 6位      | 30   | 9勝3分7敗（32得点22失点）    |                                                       |
| 1997/98  | アペルトゥーラ   | 5位      | 32   | 9勝5分5敗（42得点33失点）    | 最終節のウラカン戦で両チーム敗戦処分。                |
| 1997/98  | クラウスーラ     | 5位      | 30   | 9勝3分7敗（36得点27失点）    |                                                       |
| 1998/99  | アペルトゥーラ   | 6位      | 25   | 6勝7分6敗（40得点35失点）    |                                                       |
| 1998/99  | クラウスーラ     | 3位      | 36   | 10勝6分3敗（33得点19失点）   |                                                       |
| 1999/00  | アペルトゥーラ   | 4位      | 33   | 10勝6分3敗（30得点15失点）   | 最終節のリーベル・プレート戦で勝ち点3剥奪。           |
| 1999/00  | クラウスーラ     | 4位      | 36   | 11勝3分5敗（27得点15失点）   |                                                       |
| 2000-01  | アペルトゥーラ   | 5位      | 34   | 10勝4分5敗（33得点18失点）   |                                                       |
| 2000-01  | クラウスーラ     | 優勝     | 47   | 15勝2分2敗（43得点17失点）   | 勝ち点・勝利数は短期リーグ記録。                      |
| 2001-02  | アペルトゥーラ   | 5位      | 31   | 8勝7分4敗（28得点22失点）    |                                                       |
| 2001-02  | クラウスーラ     | 11位     | 26   | 6勝8分5敗（24得点23失点）    |                                                       |
| 2002-03  | アペルトゥーラ   | 9位      | 27   | 7勝6分6敗（28得点25失点）    |                                                       |
| 2002-03  | クラウスーラ     | 7位      | 29   | 8勝5分6敗（27得点28失点）    |                                                       |
| 2003-04  | アペルトゥーラ   | 2位      | 36   | 11勝3分5敗（26得点13失点）   |                                                       |
| 2003-04  | クラウスーラ     | 9位      | 26   | 6勝8分5敗（18得点16失点）    |                                                       |
| 2004-05  | アペルトゥーラ   | 5位      | 30   | 8勝6分5敗（29得点22失点）    |                                                       |
| 2004-05  | クラウスーラ     | 16位     | 22   | 6勝4分9敗（23得点29失点）    |                                                       |
| 2005-06  | アペルトゥーラ   | 9位      | 28   | 8勝4分7敗（33得点39失点）    |                                                       |
| 2005-06  | クラウスーラ     | 8位      | 28   | 7勝7分5敗（15得点14失点）    |                                                       |
| 2006-07  | アペルトゥーラ   | 9位      | 28   | 8勝4分7敗（30得点33失点）    |                                                       |
| 2006-07  | クラウスーラ     | 優勝     | 45   | 14勝3分2敗（34得点17失点）   |                                                       |
| 2007-08  | アペルトゥーラ   | 8位      | 29   | 8勝5分6敗（29得点27失点）    |                                                       |
| 2007-08  | クラウスーラ     | 4位      | 35   | 11勝2分4敗（30得点21失点）   |                                                       |
| 2008-09  | アペルトゥーラ   | 3位      | 39   | 12勝3分4敗（34得点17失点）   | 優勝決定戦3チーム中3位（勝点3）                       |
| 2008-09  | クラウスーラ     | 11位     | 24   | 7勝3分9敗（27得点26失点）    |                                                       |
| 2009-10  | アペルトゥーラ   | 7位      | 32   | 9勝5分5敗（28得点20失点）    |                                                       |
| 2009-10  | クラウスーラ     | 15位     | 20   | 6勝2分11敗（16得点21失点）   |                                                       |
| 2010-11  | アペルトゥーラ   |          |      |                              |                                                       |
| 2010-11  | クラウスーラ     |          |      |                              |                                                       |

※カッコ内の順位はグループリーグ等で敗退したチーム間で成績を比較・順位付けした場合。

### 海外カップ戦
| 年   | リベルタドーレス | スダメリカーナ | メルコスール   | コンメボル | レコパ |
| ---- | ---------------- | -------------- | -------------- | ---------- | ------ |
| 1960 | 準決勝           | —              | —              | —          | —      |
| 1973 | 準決勝           | —              | —              | —          | —      |
| 1988 | 準決勝           | —              | —              | —          | —      |
| 1992 | 準々決勝         | —              | —              |            |        |
| 1993 |                  | —              | —              | 準決勝     |        |
| 1994 |                  | —              | —              | 準々決勝   |        |
| 1996 | 準々決勝         | —              | —              |            |        |
| 1998 |                  | —              | 準決勝         |            |        |
| 1999 |                  | —              | 準決勝         |            |        |
| 2000 | グループリーグ   | —              | グループリーグ | —          |        |
| 2001 | グループリーグ   | —              | 優勝           | —          |        |
| 2002 | グループリーグ   | 優勝           | —              | —          |        |
| 2003 |                  | ベスト16       | —              | —          | 準優勝 |
| 2004 |                  | ベスト16       | —              | —          |        |
| 2005 | グループリーグ   |                | —              | —          |        |
| 2006 |                  | 準々決勝       | —              | —          |        |
| 2007 |                  | 初戦           | —              | —          |        |
| 2008 | 準々決勝         | 初戦           | —              | —          |        |
| 2009 | グループリーグ   | 準々決勝       | —              | —          |        |
| 2013 |                  | 2回戦          | —              | —          |        |
| 2014 | 優勝             |                | —              | —          |        |
| 2015 | グループリーグ   |                | —              | —          | 準優勝 |
| 2016 | グループリーグ   | ?              | —              | —          |        |
| 2017 | ?                |                | —              | —          |        |

## 記録
リーグの記録はプロ化後の1部リーグでのものである。

### 国内記録
- 国内リーグ史上初無敗優勝 : メトロポリターノ1968
- 国内リーグ無敗優勝回数 : 2回（メトロポリターノ1968、ナシオナル1972）
- 国内リーグ史上初同年度2大会優勝 : メトロポリターノ1972、ナシオナル1972
- 国内リーグ最多連勝 : 13連勝（クラウスーラ2001からアペルトゥーラ2001にかけて）

| シーズン | 大会           | 節 | 対戦相手                       | H/A | スコア |
| -------- | -------------- | -- | ------------------------------ | --- | ------ |
| 2000-01  | クラウスーラ   | 9  | ベレス・サルスフィエルド       | A   | 2-0    |
| 2000-01  | クラウスーラ   | 10 | コロン                         | H   | 3-1    |
| 2000-01  | クラウスーラ   | 11 | ロサリオ・セントラル           | A   | 3-0    |
| 2000-01  | クラウスーラ   | 12 | インデペンディエンテ           | H   | 3-2    |
| 2000-01  | クラウスーラ   | 13 | タジェレス・デ・コルドバ       | A   | 3-0    |
| 2000-01  | クラウスーラ   | 14 | ロス・アンデス                 | H   | 1-0    |
| 2000-01  | クラウスーラ   | 15 | エストゥディアンテス           | A   | 5-0    |
| 2000-01  | クラウスーラ   | 16 | チャカリタ・ジュニアーズ       | A   | 4-0    |
| 2000-01  | クラウスーラ   | 17 | ボカ・ジュニアーズ             | H   | 1-0    |
| 2000-01  | クラウスーラ   | 18 | アルヘンティノス・ジュニアーズ | A   | 2-0    |
| 2000-01  | クラウスーラ   | 19 | ウニオン・デ・サンタフェ       | H   | 2-1    |
| 2001-02  | アペルトゥーラ | 1  | ヌエバ・チカゴ                 | A   | 3-0    |
| 2001-02  | アペルトゥーラ | 2  | ボカ・ジュニアーズ             | H   | 1-0    |
※ Hはホーム、Aはアウエーでの対戦。
- 国内短期リーグ最多勝点優勝 : 47点（クラウスーラ2001）15勝2分2敗
- 国内短期リーグ最多勝利優勝 : 15勝（クラウスーラ2001）
- 国内リーグ年間最多得点王 : エクトル・スコッタ60得点（1975年）
- コパ・リベルタドーレス初出場 : 1960年第1回大会出場でアルゼンチンのクラブとして初
- コパ・メルコスール初優勝 : 2001年第4回大会（最後）優勝でアルゼンチンのクラブとして初（唯一）
- コパ・スダメリカーナ初優勝 : 2002年第1回大会優勝でアルゼンチンのクラブとして初

### クラブ内記録
- 国内リーグ最高順位 : 1位（優勝）
- 国内リーグ最低順位 : 19位
- 国内リーグ2部降格回数 : 1回（決定年1981年、降格年1982年） 5大クラブとして初
- 国内リーグ1部昇格回数 : 1回（決定年1982年、昇格年1983年）
- 国内リーグ最多得点試合 : 対ヒムナシア・ラ・プラタ（プリメーラ1957）、エストゥディアンテス（プリメーラ1960）のそれぞれ8-1
- 国内リーグ最多失点試合 : 対インデペンディエンテ（プリメーラ1963）の1-9（選手はピッチにいたが、主審への抗議からプレーを放棄したため）
- 海外カップ戦最多得点試合 : 対ニューウェルズ（リベルタドーレス1992）、デポルティーボ・イタルチャカオ（スダメリカーナ2003）のそれぞれ6-0
- 海外カップ戦最多失点試合 : 対ウニベルシダ・カトリカ（リベルタドーレス1992）、ニューウェルズ（リベルタドーレス1992）のそれぞれ0-4
- 歴代最多得点選手 : ホセ・サンフィリッポ204得点 (1953-1963, 1972)
- 歴代最多出場選手 : セルヒオ・ビジャール499試合 (1968-1981)

## 現所属メンバー
2021年3月3日現在
注：選手の国籍表記はFIFAの定めた代表資格ルールに基づく。
| No. | Pos. |              | 選手名                         |
| --- | ---- | ------------ | ------------------------------ |
| 1   | GK   | アルゼンチン | フランシスコ・リバデネイラ     |
| 2   | DF   | アルゼンチン | アレハンドロ・ドナッティ       |
| 3   | DF   | アルゼンチン | ブルーノ・ピットン             |
| 4   | DF   | アルゼンチン | ジノ・ペルッツィ               |
| 6   | DF   | アルゼンチン | フェデリコ・ガットーニ         |
| 7   | FW   | アルゼンチン | ルーカス・メラーノ             |
| 8   | MF   | ウルグアイ   | ディエゴ・ロドリゲス           |
| 9   | FW   | アルゼンチン | フランコ・ディ・サント         |
| 10  | MF   | パラグアイ   | オスカル・ロメロ               |
| 11  | FW   | パラグアイ   | アンヘル・ロメロ               |
| 12  | GK   | アルゼンチン | セバスティアン・トリーコ       |
| 13  | GK   | アルゼンチン | ラウタロ・ロペス               |
| 14  | MF   | アルゼンチン | マヌエル・インサウラルデ       |
| 15  | MF   | コロンビア   | ジェイソン・ゴルディージョ     |
| 16  | FW   | アルゼンチン | ニコラス・フェルナンデス       |
| 17  | FW   | アルゼンチン | マリアーノ・ペラルタ・バウエル |
| 18  | FW   | アルゼンチン | フランコ・トロヤンスキー       |
| 19  | FW   | アルゼンチン | アグスティン・ハウシュ         |

| No. | Pos. |              | 選手名                     |
| --- | ---- | ------------ | -------------------------- |
| 20  | MF   | アルゼンチン | フアン・ラミレス           |
| 22  | MF   | アルゼンチン | ガブリエル・ロハス         |
| 23  | GK   | アルゼンチン | フェルナンド・モネッティ   |
| 24  | DF   | アルゼンチン | マルセロ・エレーラ         |
| 25  | GK   | アルゼンチン | ホセ・ドヴェッキ           |
| 26  | MF   | アルゼンチン | ニコラス・フェルナンデス   |
| 27  | MF   | アルゼンチン | ハリル・エリアス           |
| 28  | DF   | アルゼンチン | ディエゴ・ブラギエリ       |
| 30  | DF   | アルゼンチン | フランシスコ・フローレス   |
| 31  | MF   | アルゼンチン | ルイス・セケイラ           |
| 32  | DF   | アルゼンチン | ファブリシオ・コロッチーニ |
| 33  | MF   | アルゼンチン | アレクサンデル・ディアス   |
| 34  | MF   | アルゼンチン | フリアン・パラシオス       |
| 37  | FW   | アルゼンチン | フランシスコ・ガブラン     |
| 38  | MF   | アルゼンチン | シロ・ロサネ               |
| 40  | MF   | アルゼンチン | アレクシス・サベージャ     |
| 42  | MF   | アルゼンチン | アグスティン・マルテガーニ |

監督
- パオロ・モンテーロ

### レンタル選手
in
注：選手の国籍表記はFIFAの定めた代表資格ルールに基づく。
| No. | Pos. |              | 選手名                              |
| --- | ---- | ------------ | ----------------------------------- |
| 18  | FW   | アルゼンチン | フランコ・トロヤンスキー (ウニオン) |

| No. | Pos. |  | 選手名 |
| --- | ---- |  | ------ |

## 歴代所属選手

### GK
- ホセ・ルイス・チラベルト 1985-1988
- アグスティン・オリオン 2003-2009

- クリスティアン・アルバレス 2013-
- レオ・フランコ 2014-2015

### DF
- ラモン・エレディア 1969-1973
- ホルヘ・マリオ・オルギン 1971-1979
- モネール 1986-1988
- エドゥアルド・トゥッシオ 1993-2001
- / イバン・コルドバ 1998-1999
- クラウディオ・モレル・ロドリゲス 1998-2004
- / ファブリシオ・コロッチーニ 2000-2001, 2016-
- フラビオ・サンドナ 1979-1991
- エドゥアルド・コウデ 1998-99, 20005-06
- / ゴンサロ・ロドリゲス 2002-2004
- ベルナルド・ロメオ 2002-2003, 2007-2010, 2011-2012
- ホナタン・ボティネッリ 2002-2008
- パオロ・モンテーロ 2005-2006
- クラウディオ・ウサイン 2006
- ヘルマン・ボボリル 2006-2011, 2012-2014
- ディエゴ・プラセンテ 2008-2010, 2011
- マリオ・ジェペス 2014-2015
- / サンティアゴ・ヘンティレッティ 2012-2014

### MF
- ネストル・ゴロシート 1988-1989, 1992-1993, 1996-1999
- パウロ・シーラス 1994-1997
- グスタボ・サパタ 1997-2000
- / マリオ・サンターナ 1999-2001
- / ジョナタン・サンターナ 2001, 2003-2005, 2009
- / パブロ・サバレタ 2002-2005

- パブロ・バリエントス 2003-2006, 2008-2009
- クリスティアン・レデスマ 2007, 2008-2009
- アンドレス・ダレッサンドロ 2008
- サンティアゴ・ソラーリ 2008-2009
- パプ・ゴメス 2009-2010
- クリスティアン・ゴンサレス 2009-2010

### FW
- ホセ・イララゴーリ 1939-1941
- ルベン・アジャラ 1968-1973
- アルベルト・アコスタ 1988-1990, 1991-1992, 1998, 2001-2003
- クラウディオ・ビアージョ 1992-1996, 1997-1999
- // ギジェルモ・フランコ 1995-2002
- セバスティアン・アブレウ 1996-1997, 2000-2001
- ベルナルド・ロメオ 1998-2002, 2007-2010
- / エセキエル・ラベッシ 2004-2007
- ホセ・カルドーソ 2005-2006
- アンヘル・コレア 2012-2014

### 出場試合数トップ10
| #  | 名前                     | 所属期間                              | 試合数 | 得点数 |
| -- | ------------------------ | ------------------------------------- | ------ | ------ |
| 1  | セルヒオ・ビジャール     | 1968-1981                             | 499    | 6      |
| 2  | ロベルト・テルチ         | 1962-1975                             | 425    | 25     |
| 3  | アンヘル・スビエタ       | 1939-1952                             | 353    | 29     |
| 4  | アルベルト・アコスタ     | 1988-1990, 1991-1992, 1998, 2001-2003 | 276    | 123    |
| 5  | ロドルフォ・フィシェル   | 1965-1972, 1977-1978                  | 271    | 141    |
| 6  | アグスティン・イルスタ   | 1963-1976                             | 267    | 0      |
| 7  | アルド・パレデス         | 1997-2006                             | 265    | 5      |
| 8  | ホセ・サンフィリッポ     | 1953-1963, 1972                       | 263    | 205    |
| 9  | ホルヘ・マリオ・オルギン | 1971-1979                             | 254    | 18     |
| 10 | オスカル・パセー         | 1992-1997                             | 246    | 0      |

### ゴール数ベスト10
| #  | 名前                     | 所属期間                              | 試合数 | 得点数 |
| -- | ------------------------ | ------------------------------------- | ------ | ------ |
| 1  | ホセ・サンフィリッポ     | 1953-1963, 1972                       | 263    | 204    |
| 2  | リナルド・マルティーノ   | 1941-1948                             | 224    | 142    |
| 3  | ロドルフォ・フィシェル   | 1965-1972, 1977-1978                  | 271    | 141    |
| 4  | エクトル・スコッタ       | 1971-1981                             | 226    | 140    |
| 5  | アルベルト・アコスタ     | 1988-1990, 1991-1992, 1998, 2001-2003 | 276    | 123    |
| 6  | ディエゴ・ガルシア       | 1925-1940                             | 226    | 164    |
| 7  | イシドロ・ランガラ       | 1939-1942                             | 121    | 110    |
| 8  | ベルナルド・ロメオ       | 1998-2001, 2007-2010                  | 171    | 90     |
| 9  | クラウディオ・ビアージョ | 1993-1999                             | 205    | 81     |
| 10 | ワルテル・ペラッソ       | 1979-1981, 1983-1989                  | 240    | 77     |

## 歴代監督
- アントニオ・マルバッシ 1931−1932
- アルベルト・マリネッティ 1933
- アティリオ・ジュリアノ 1933−1934
- アントニオ・マルバッシ 1935
- ホセ・フォッサ 1936
- アントニオ・マルバッシ 1937
- マクシモ・ガライ 1938
- ギジェルモ・スタビレ 1939−1940
- アティリオ・ジュリアノ 1940
- オスカル・タリオ 1940
- エメリコ・ハーシュ 1941
- ディエゴ・ガルシア 1942−1943
- ジェルジ・オース 1944
- ディエゴ・ガルシア 1945−1946
- ペドロ・オマール 1946−1947
- フランシスコ・コルセッティ 1947
- アティリオ・ジュリアノ 1948
- ホセ・クエスタ・シルバ 1949−1950
- ホセ・フォッサ 1951
- フランシスコ・コルセッティ 1952
- ホセ・フォッサ 1953
- ホセ・ペレス 1953
- カルロス・ペウセジェ 1954
- ヘロニモ・ディアス 1954
- イシドロ・ランガラ 1955
- レネ・ポントーニ 1955
- フェルナンデス・ロカ 1956
- アティリオ・ジュリアノ 1956
- ホセ・バレイロ 1957-1960
- フロレンシオ・ドバル 1961
- フアン・カルロス・ロレンソ 1961-1962
- ホセ・ラモス 1962
- レネ・ポントーニ 1962
- ペドロ・アマンドラ 1963
- アドルフォ・モリエフスキ 1963
- ホセ・バレイロ 1963-1964
- ニコラス・パルマ 1965
- ロベルト・レスキン 1965
- フアン・カルロス・ロレンソ 1965
- ディエゴ・ガルシア 1966
- ホセ・バレイロ 1966-1967
- ディエゴ・ガルシア 1967
- チム 1967-1968
- マヌエル・ジュディチェ 1969
- ディエゴ・ガルシア 1969
- ペドロ・デジャチャ 1969-1970
- ロヘリオ・ドミンゲス 1971
- アンドレス・プリエト 1972
- ミゲル・イニョミネッロ 1972
- フアン・カルロス・ロレンソ 1972-1973
- ホルヘ・カステッリ 1973
- ルイス・カルニグリア 1973
- オスバルド・ディエス 1973
- オスバルド・スベルディア 1974-1975
- ロベルト・ベティノッティ 1974
- ロベルト・スカローネ 1975
- アルベルト・レンド 1975-1976
- オスカル・モンテス 1976

- アントニオ・ダコルソ 1976
- ロヘリオ・ドミンゲス 1977
- オスカル・カリクス 1977
- ロベルト・レスキン 1977-1978
- アドルフォ・ペデルネラ 1978
- アレハンドロ・ロメロ 1978
- カルロス・ビラルド 1979
- デレン 1980
- カルメロ・ファラオネ 1980
- エクトル・ベイラ 1980
- ビクトリオ・コッコ 1981
- アルベルト・ロマン 1981
- フアン・カルロス・ロレンソ 1981-1982
- ホセ・ジュディカ 1982
- エクトル・ベイラ 1983-1984
- ロベルト・ロヘル 1984
- オスカル・ロペス-オスカル・カバジェロ 1985
- フアン・カルロス・ロレンソ 1985
- ホセ・マグリオロ 1985
- ニト・ベイガ 1985-1986
- リカルド・コウシジャス 1986
- フアン・カルロス・カロッティ 1986-1987
- ボラ・ミルティノビッチ 1987
- エクトル・ベイラ 1987-1989
- ホルヘ・パオリーノ 1989
- オスカル・キローガ 1989
- ロベルト・サポリーティ 1989-1990
- リカルド・レッサ 1990-1991
- フェルナンド・アレアン 1991-1992
- フアン・カルロス・カロッティ 1992
- リカルド・カラブリア 1992
- ホルヘ・カステッリ 1992
- エクトル・ベイラ 1992-1996
- ロベルト・マリアーニ 1996
- カルロス・アイマール 1996
- ホルヘ・カステッリ 1997-1998
- アルフィオ・バシーレ 1998
- ルイス・ディアス 1998
- オスカル・ルジェリ 1998-2001
- ビクトル・ドリア 2001
- マヌエル・ペレグリーニ 2001-2002
- ルベン・インスア 2002-2003
- ネストル・ゴロシート 2003-2004
- エクトル・ベイラ 2004-2005
- ガブリエル・ロドリゲス 2005
- グスタボ・アルファロ 2005-2006
- オスカル・ルジェリ 2006
- ラモン・ディアス 2007-2008
- ノルベルト・バティスタ 2008
- ミゲル・アンヘル・ルッソ 2008-2009
- アルベルト・ファネーシ 2009
- ディエゴ・シメオネ 2009-2010
- セバスティアン・メンデス 2010
- ラモン・ディアス 2010-2011
- オマール・アサード 2011
- レアンドロ・マデロン 2011-2012
- フアン・アントニオ・ピッツィ 2012-2013
- エドガルド・バウサ 2013

## 歴代会長
- アントニオ・スカラムッソ 1908-1914
- ホセ・ゴレナ 1914-1915
- アントニオ・スカラムッソ 1915-1919
- エドゥアルド・ラランダール 1920-1928
- ペドロ・ビデガイン 1929-1930
- エドゥアルド・ラランダール 1931
- アルフレド・ボンナーニ 1931-1932
- プブリオ・モリナ 1932-1936
- フアン・ラサリ 1936-1937
- フアン・スカラ 1937-1939

- エンリケ・ピント 1939-1946
- ドミンゴ・ペルッフォ 1946
- ルイス・ナルデッリ 1947-1949
- エミリオ・ベルナー 1949-1951
- ルイス・トラベルソ 1951-1957
- セサル・タグリアニ 1957-1959
- N. アルバレス・ゴンサレス 1959-1960
- アルフレド・ボベ 1960-1963
- リカルド・ソリバ 1963-1965
- アンヘル・コラチノ 1966-1969

- ホルヘ・プロパト 1969-1972
- オスバルド・バリニョ 1972-1976
- フェルナンド・デ・バルドリッチ 1976-1978
- モイセス・アンナン 1978-1980
- ビセンテ・ボニナ 1980-1981
- エクトル・ハビブ 1982-1985
- エンソ・ソッピ 1985-1986
- フェルナンド・ミエレ 1986-2001
- アルベルト・ギル 2001-2004
- ラファエル・サビノ 2004-現在

## その他
- 1979年のジャパンカップ（現：キリンカップサッカー）第2回大会に参加、アルゼンチンのクラブとして初めて日本を訪れている。
- 幼少期をアルゼンチンで過ごしたハリウッド俳優のヴィゴ・モーテンセンは熱狂的なファンとして知られる。
- サポーターの「ラ・グロリオーサ」（La Gloriosa、栄光のサポーターの意）は応援歌を生み出すことで有名で、アルゼンチンや中南米で歌われている歌の大半は、ラ・グロリオーサが作った歌の借用とされる。
- J1のFC東京のサポーターはクラブカラーが同じことから日本のEl Ciclónを名乗っており、そのスタンドではサン・ロレンソのユニフォームを着たサポーターも見られる。
- アルゼンチン出身のローマ教皇フランシスコは古くからサポーターとしてチームを支えており、チームのソシオ会員である。なお、チーム設立の事情が事情なだけにチーム自体もカトリックと縁が深い[4]。2025年4月21日にフランシスコが亡くなると「彼はかつての仲間だったのではなく、常に仲間でありつづけた。…優勝した1946年の試合をガソメトロ旧スタジアムで観戦し、ブエノスアイレス大司教としてスポーツ施設内の礼拝堂でアンヘル・コレアを含む寄宿舎の選手に堅信を授け、ローマ教皇としてバチカンでの選手らの訪問を歓迎してくれた、会員番号88235」と終生の情熱にXで感謝を表した[5]。